# Glaucilândia
Glaucilândia é um município brasileiro do estado de Minas Gerais. Sua população recenseada em 2022 era de 2 928 habitantes.

## História
Glaucilândia foi criada como distrito (pertencente ao município de Juramento) em 30 de dezembro de 1962. Sua emancipação ocorreu em 21 de dezembro de 1995.